# Berberis subimbricata
Berberis subimbricata är en berberisväxtart som först beskrevs av Woon Young Chun och F. Chun, och fick sitt nu gällande namn av J. E. Laferriere. Berberis subimbricata ingår i släktet berberisar, och familjen berberisväxter. Inga underarter finns listade i Catalogue of Life.